# 浜崎朱加
浜崎 朱加（はまさき あやか、1982年3月31日 - ）は、日本の女性総合格闘家。山口県山陽小野田市出身。AACC所属。初代・第3代RIZIN女子スーパーアトム級王者。第4代Invicta FC世界アトム級王者。初代DEEP JEWELSストロー級王者。
アメリカの老舗MMAサイト・SHERDOGの世界女子アトム級ランキングで、2017年から通算3年3ヶ月に渡り世界ランク1位（2017年2月～2019年12月、2021年8月～12月）。また、Fight Matrixで2014年10月～2021年10月まで世界ランキング1位（この期間内で約1年弱、2位の期間あり）。現在、2023年12月時点でSHERDOG世界3位にランキングされている。

## 来歴
山口県立西京高校で本格的に柔道を始め、純真女子短大在学中の2001年に全日本ジュニア柔道体重別選手権大会女子52kg級で準優勝し、全日本強化指定選手に選出された。その後東和大学を経て実業団へ進んだが、23歳の時に膝の怪我で柔道を辞め、スポーツインストラクターの仕事に就いた。
2008年、勤務先のジムに通っていた富田里奈に誘われ、運動不足解消とダイエット目的でAACCに入門。藤井惠のもとで総合格闘技のトレーニングを始めた。
2009年9月27日、第16回全日本アマチュア修斗選手権・女子バンタム級（56kg）に出場。準決勝で森岡恵、決勝で葛西むつ美に勝利し、優勝を果たした。
2009年10月25日、プロ総合格闘技デビュー戦で佐々木絹加と対戦し、腕ひしぎ十字固めによるテクニカル一本勝ちを収めた。

### JUWELS
2010年7月31日、JEWELS 9th RINGの初代ライト級（52kg）女王決定トーナメント1回戦でイ・ハンソルと対戦し、開始48秒V1アームロックで一本勝ちを収めた。
2010年10月10日、JEWELS 10th RINGではJEWELSグラップリングルール -52kg 1Dayトーナメントに出場。準決勝で富松恵美、決勝でアミバにそれぞれ腕ひしぎ十字固めで一本勝ちを収め優勝を果たした。

#### JEWELS王座獲得
2010年12月17日、JEWELS 11th RINGの初代ライト級（52kg）女王決定トーナメント準決勝で能村さくらに3-0の判定勝ち。決勝ではハム・ソヒと対戦し、3-0の判定勝ちを収め王座獲得に成功した。
2011年9月11日、JEWELS 16th RINGで魅津希と対戦し、3-0の判定勝ち。
2011年12月17日、JEWELS 17th RINGのライト級（52kg）タイトルマッチでハム・ソヒと再戦し、腰の負傷によるタオル投入で1R TKO勝ち。
2012年5月26日、JEWELS 19th RINGのライト級（52kg）タイトルマッチで元スマックガール、元VALKYRIE王者の辻結花と対戦し、1Rにチキンウィングアームロックで一本勝ち。

### Invicta FC
2012年7月28日、Invicta FC初戦となったInvicta FC 2でレイシー・シャクマンと対戦し、腕ひしぎ十字固めで一本勝ち。
2013年7月13日、Invicta FC 6でクラウディア・ガデーリャと対戦してTKO負け。デビュー10戦目で初黒星を喫した。現在のストロー級（52.2kg）では、計量後に体重を大きく戻すガデーリャと、当日も計量時と同じ体重の浜崎とでは体格が二周りも違い、10kg近い体重差があったため、次戦から5kg軽いアトム級（47.6kg）に階級を変更した。
2014年8月9日、アトム級転向初戦となったDEEP JEWELS 5でスギロックと対戦し、TKO勝ち。
2014年12月31日、DEEP DREAM IMPACT 2014 〜大晦日SPECIAL〜でV.V Meiと対戦し、3-0の判定勝ち。

#### アトム級王座獲得
2015年7月10日、Invicta FC 13のInvicta FC世界アトム級タイトルマッチで王者のエリカ・チブリシオに挑戦し、2-1の判定勝ち。王座獲得に成功した。
2016年3月11日、Invicta FC 16のInvicta FC世界アトム級タイトルマッチで挑戦者のアンバー・ブラウンと対戦し、2Rに腕ひしぎ十字固めで一本勝ち。王座の初防衛に成功した。
2016年9月23日、Invicta FC 19のInvicta FC世界アトム級タイトルマッチで挑戦者のジン・ユウ・フライと対戦。2Rにパンチでフライをぐらつかせると、そのままパンチの連打で目尻をカットさせてドクターストップによるTKO勝ち。2度目の王座防衛に成功した。
2017年3月25日、再び階級をストロー級に上げ、Invicta FC 22で前Invicta FC世界ストロー級王者のリヴィア・ヘナタ・ソウザと対戦したが、試合2日前にぎっくり腰を発症して一人で歩けないほどの状態となった影響もあり、KO負けを喫した。
2017年7月16日、Invicta FC世界アトム級王座を返上。

### RIZIN
2018年5月6日、RIZIN初参戦となったRIZIN.10でアリーシャ・ガルシアと対戦し、3-0の判定勝ち。RIZIN初戦が不甲斐ない試合になったという想いから退場時に涙を流した。
2018年9月30日、RIZIN.13で世界ランク10位のDEEP JEWELSアトム級王者の黒部三奈と対戦し、キムラロックで一本勝ち。

#### RIZINスーパーアトム級王座獲得
2018年12月31日、RIZIN.14の初代RIZIN女子スーパーアトム級王座決定戦で女子アトム級世界ランク3位の浅倉カンナと対戦し、腕ひしぎ十字固めで一本勝ち。王座獲得に成功した。
2019年6月2日、RIZIN.16のRIZIN女子スーパーアトム級タイトルマッチで、挑戦者の女子アトム級世界ランク4位かつ現Invicta FC世界アトム級王者 ジン・ユウ・フレイと再戦し、3-0の判定勝ち。王座の初防衛に成功。勝利した浜崎には副賞として特注の高額ダイヤモンドが贈呈された。
2019年8月18日、RIZIN.18でアム・ザ・ロケットと対戦し、1Rに腕ひしぎ十字固めで一本勝ち。
2019年12月31日、RIZIN.20のRIZIN女子スーパーアトム級タイトルマッチでROAD FC女子アトム級王者で世界ランク2位の挑戦者ハム・ソヒと約8年ぶり、通算3度目の対戦を行い、浜崎の勝ちではないかという声も多く上がるほどの互角の展開だったが1-2の判定負けを喫し王座陥落となった。ハムとの通算対戦成績は2勝1敗となった。

#### 王座陥落後
2020年8月9日、RIZIN.22でDEEP JEWELSアトム級王者の前澤智と対戦し、2Rにアームロックで一本勝ち。

#### 王座復帰
2020年12月31日、RIZIN.26で行われたRIZIN女子スーパーアトム級王座決定戦で、レスリング全日本選手権 8度優勝・世界選手権3度優勝の山本美憂と対戦し、ネックシザースで一本勝ち。王座獲得に成功した。
2021年3月21日、RIZIN.27で行われたRIZIN女子スーパーアトム級タイトルマッチで、挑戦者のRIZINスーパーアトム級GP 2017優勝者 浅倉カンナと約2年3カ月ぶりに再戦し、後半追い上げられるも前半の優位性から2-1の判定勝ちを収め、王座の初防衛に成功。勝利した浜崎には副賞として、ハーレーダビットソンのフルカスタムバイクが贈呈された。
2021年9月19日、RIZIN.30で現ストロー級キング・オブ・パンクラシストの藤野恵実と約8年9カ月ぶりに再戦し、3-0の判定勝ちを収めた。
2021年12月31日、RIZIN.33で現DEEP JEWELSストロー級王者の伊澤星花とノンタイトル戦で対戦。2Rに三角絞めを極められたままマウントポジションの体勢になり、パウンドと肘を連打されてのTKO負けを喫した。この試合が対日本人初敗戦となった。
2022年4月17日、RIZIN.35のRIZIN女子スーパーアトム級タイトルマッチで、女子アトム級世界ランク1位の挑戦者 伊澤星花と再戦。腕ひしぎ十字固めを極めかける場面もあったが、グラウンドで劣勢となり、0-3の判定負けを喫し王座から陥落した。

#### 王座陥落後
2022年7月31日、RIZIN.37のスーパーアトム級ワールドグランプリ1回戦で元WSOF女子ストロー級王者のジェシカ・アギラーと対戦し、1Rに三日月蹴りを効かせると左右のフックでダウンを奪い、3-0の判定勝ちを収め準決勝に進出した。
2022年9月25日、RIZIN.38のスーパーアトム級ワールドグランプリ準決勝で女子アトム級世界ランク2位のパク・シウと対戦。3Rにパンチを浴びてダウンを奪われるなどして0-3の判定負けを喫し、準決勝敗退となった。
浜崎はこの試合で2Rに手首を骨折し、そのまま試合を続けていたことで試合後も腕の回復に時間がかかり長期離脱となった。
2024年2月24日、RIZIN LANDMARK 8でクレア・ロペスと対戦して復帰戦を行う予定だったが、練習中に左尺骨骨幹部を骨折したことで全治5カ月の重傷を負い欠場。復帰戦を行うことは出来なかった。試合は同門の大島沙緒里が代打出場した。
2024年11月17日、約2年3ヶ月ぶりに怪我からの復帰戦を行い、RIZIN LANDMARK 10で第2代ROAD FC女子アトム級王者のシン・ユリと対戦し、2Rにアームロックで一本勝ちを収めた。
2025年3月23日、DEEP JEWELS 48で須田萌里と対戦し、1Rにリアネイキッドチョークで一本負け。

## 人物
- 普段の本職は理学療法士をしており、整形外科医院にて勤務している[28]。

密着・人物動画など
- RIZIN公式YouTubeチャンネル、浜崎朱加の密着動画『RIZIN CONFESSIONS』（2018）[映像 1]

## 戦績

### プロ総合格闘技
| 総合格闘技 戦績 | 総合格闘技 戦績 | 総合格闘技 戦績 | 総合格闘技 戦績 | 総合格闘技 戦績 | 総合格闘技 戦績 | 総合格闘技 戦績 |
| --------------- | --------------- | --------------- | --------------- | --------------- | --------------- | --------------- |
| 32 試合         | (T)KO           | 一本            | 判定            | その他          | 引き分け        | 無効試合        |
| 25 勝           | 3               | 11              | 11              | 0               | 0               | 0               |
| 7 敗            | 3               | 1               | 3               | 0               | 0               | 0               |

| 勝敗 | 対戦相手                 | 試合結果                           | 大会名                                                                      | 開催年月日     |
| ×    | 須田萌里                 | 1R 2:28 リアネイキッドチョーク     | DEEP JEWELS 48                                                              | 2025年3月23日  |
| ○    | シン・ユリ               | 2R 1:15 アームロック               | RIZIN LANDMARK 10                                                           | 2024年11月17日 |
| ×    | パク・シウ               | 5分3R終了 判定0-3                  | RIZIN.38 【RIZIN女子スーパーアトム級ワールドグランプリ準決勝】              | 2022年9月25日  |
| ○    | ジェシカ・アギラー       | 5分3R終了 判定3-0                  | RIZIN.37 【RIZIN女子スーパーアトム級ワールドグランプリ1回戦】               | 2022年7月31日  |
| ×    | 伊澤星花                 | 5分3R終了 判定0-3                  | RIZIN.35 【RIZIN女子スーパーアトム級タイトルマッチ】                        | 2022年4月17日  |
| ×    | 伊澤星花                 | 2R 2:50 TKO（パウンド）            | RIZIN.33                                                                    | 2021年12月31日 |
| ○    | 藤野恵実                 | 5分3R終了 判定3-0                  | RIZIN.30                                                                    | 2021年9月19日  |
| ○    | 浅倉カンナ               | 5分3R終了 判定2-1                  | RIZIN.27 【RIZIN女子スーパーアトム級タイトルマッチ】                        | 2021年3月21日  |
| ○    | 山本美憂                 | 1R 1:42 ネックシザース             | RIZIN.26 【RIZIN女子スーパーアトム級王座決定戦】                            | 2020年12月31日 |
| ○    | 前澤智                   | 2R 1:06 アームロック               | RIZIN.22 - STARTING OVER -                                                  | 2020年8月9日   |
| ×    | ハム・ソヒ               | 5分3R終了 判定1-2                  | RIZIN.20 【RIZIN女子スーパーアトム級タイトルマッチ】                        | 2019年12月31日 |
| ○    | アム・ザ・ロケット       | 1R 3:29 腕ひしぎ十字固め           | RIZIN.18                                                                    | 2019年8月18日  |
| ○    | ジン・ユウ・フライ       | 5分3R終了 判定3-0                  | RIZIN.16 【RIZIN女子スーパーアトム級タイトルマッチ】                        | 2019年6月2日   |
| ○    | 浅倉カンナ               | 2R 4:34 腕ひしぎ十字固め           | RIZIN.14 【RIZIN女子スーパーアトム級王座決定戦】                            | 2018年12月31日 |
| ○    | 黒部三奈                 | 1R 4:45 キムラロック               | RIZIN.13                                                                    | 2018年9月30日  |
| ○    | アリーシャ・ガルシア     | 5分3R終了 判定3-0                  | RIZIN.10                                                                    | 2018年5月6日   |
| ×    | リヴィア・ヘナタ・ソウザ | 1R 1:41 KO（右フック→パウンド）    | Invicta FC 22: Evinger vs. Kunitskaya 2                                     | 2017年3月25日  |
| ○    | ジン・ユウ・フライ       | 2R 4:38 TKO（ドクターストップ）    | Invicta FC 19: Maia vs. Modafferi 【Invicta FC世界アトム級タイトルマッチ】  | 2016年9月23日  |
| ○    | アンバー・ブラウン       | 3R 2:52 腕ひしぎ十字固め           | Invicta FC 16: Hamasaki vs. Brown 【Invicta FC世界アトム級タイトルマッチ】  | 2016年3月11日  |
| ○    | エリカ・チブリシオ       | 5分5R終了 判定2-1                  | Invicta FC 13: Cyborg vs. Van Duin 【Invicta FC世界アトム級タイトルマッチ】 | 2015年7月10日  |
| ○    | V.V Mei                  | 5分2R終了 判定3-0                  | DEEP DREAM IMPACT 2014 〜大晦日SPECIAL〜                                    | 2014年12月31日 |
| ○    | スギロック               | 1R 4:01 TKO（パウンド）            | DEEP JEWELS 5                                                               | 2014年8月9日   |
| ×    | クラウディア・ガデーリャ | 3R 3:58 TKO（マウントパンチ）      | Invicta FC 6: Coenen vs. Cyborg                                             | 2013年7月13日  |
| ○    | 藤野恵実                 | 5分3R終了 判定3-0                  | JEWELS 22nd RING 【JEWELSライト級タイトルマッチ】                           | 2012年12月15日 |
| ○    | レイシー・シャクマン     | 3R 4:45 腕ひしぎ十字固め           | Invicta FC 2: Baszler vs. McMann                                            | 2012年7月28日  |
| ○    | 辻結花                   | 1R 3:41 チキンウィングアームロック | JEWELS 19th RING 【JEWELSライト級タイトルマッチ】                           | 2012年5月26日  |
| ○    | ハム・ソヒ               | 1R終了時 TKO（タオル投入）         | JEWELS 17th RING 【JEWELSライト級タイトルマッチ】                           | 2011年12月17日 |
| ○    | 魅津希                   | 5分2R終了 判定3-0                  | JEWELS 16th RING                                                            | 2011年9月11日  |
| ○    | ハム・ソヒ               | 5分2R終了 判定3-0                  | JEWELS 11th RING 【初代ライト級女王決定トーナメント 決勝】                  | 2010年12月17日 |
| ○    | 能村さくら               | 5分2R終了 判定3-0                  | JEWELS 11th RING 【初代ライト級女王決定トーナメント 準決勝】                | 2010年12月17日 |
| ○    | イ・ハンソル             | 1R 0:48 V1アームロック             | JEWELS 9th RING 【初代ライト級女王決定トーナメント 1回戦】                  | 2010年7月31日  |
| ○    | 佐々木絹加               | 2R 2:00 腕ひしぎ十字固め           | 修斗 SHOOTO GIG CENTRAL Vol.19                                              | 2009年10月25日 |

### グラップリング
| 勝敗 | 対戦相手 | 試合結果                 | 大会名                                                                        | 開催年月日     |
| △    | 魅津希   | 4分2R終了 時間切れ       | DEEP JEWELS 8 【DEEP JEWELSグラップリングマッチ】                             | 2015年5月31日  |
| ○    | 石岡沙織 | 4分2R終了 判定2-1        | JEWELS 14th RING 【JEWELSグラップリングルール -52kg契約】                     | 2011年5月14日  |
| ○    | アミバ   | 1R 2:45 腕ひしぎ十字固め | JEWELS 10th RING 【JEWELSグラップリングルール -52kg 1Dayトーナメント 決勝】   | 2010年10月10日 |
| ○    | 富松恵美 | 2R 2:34 腕ひしぎ十字固め | JEWELS 10th RING 【JEWELSグラップリングルール -52kg 1Dayトーナメント 準決勝】 | 2010年10月10日 |
| ○    | 志田光   | 1R 0:38 アームロック     | JEWELS 5th RING 【JEWELSグラップリングルール -56kg契約】                      | 2009年9月13日  |
| ○    | 亀田聡子 | 1R 0:49 アームロック     | 格闘王国ミニLIVE in サマフェス!! '08 【グラップリングルール -52kg契約】       | 2008年8月6日   |
| ○    | 小寺麻美 | 1R 3:39 腕ひしぎ十字固め | DEEP X 03 【フューチャーファイト】                                            | 2008年7月5日   |
| ○    | 岩本恵   | 1R 0:27 腕ひしぎ十字固め | ZST SWAT! 18 【GT-Fルール】                                                   | 2008年6月15日  |
| ○    | 斉藤梨絵 | 1R 0:15 アームロック     | ZST SWAT! 16 【GT-Fルール】                                                   | 2008年3月16日  |

### アマチュア総合格闘技
| 勝敗 | 対戦相手   | 試合結果                 | 大会名                                                         | 開催年月日    |
| ○    | 葛西むつ美 | 4分1R終了 ポイント40-38  | 第16回全日本アマチュア修斗選手権大会 【女子バンタム級 決勝】   | 2009年9月27日 |
| ○    | 森岡恵     | 1R 2:23 腕ひしぎ十字固め | 第16回全日本アマチュア修斗選手権大会 【女子バンタム級 準決勝】 | 2009年9月27日 |
| ○    | MIYOKO     | 1R 1:07 腕ひしぎ十字固め | JEWELS 4th RING                                                | 2009年7月11日 |
| △    | 北村ヒロコ | 4分1R終了 判定           | ROUGH STONE 1st RING                                           | 2009年4月19日 |
| ○    | 鹿児島陽子 | 1R 3:29 腕ひしぎ十字固め | ROUGH STONE 1st RING                                           | 2009年4月19日 |

## 獲得タイトル
- 第16回全日本アマチュア修斗選手権 女子バンタム級 優勝（2009年）[4]
- JEWELSグラップリングルール -52kg 1Dayトーナメント 優勝（2010年）
- 初代JEWELSライト級王座（2010年）
- 第4代Invicta FC世界アトム級王座（2015年）
- 初代RIZIN女子スーパーアトム級王座（2018年）
- 第3代RIZIN女子スーパーアトム級王座（2020年）

## 表彰
- 柔道 二段